# Sainte Marguerite et le Dragon (Titien)
Sainte Marguerite et le Dragon est un tableau du Titien illustrant la légende de Marguerite d'Antioche. Deux versions en sont authentifiées et une troisième est d'attribution discutée.
Une lettre du peintre atteste qu'une première version fut livrée en 1552 au prince Philippe, le futur Philippe II d'Espagne. Elle mesure 2,10 m de haut et 1,70 m de large et figure aujourd'hui au Monastère de l'Escurial.
La seconde version de cette œuvre, signée «Titianus» à droite à la hauteur de la croix brandie par la sainte, est conservée au musée du Prado à Madrid. Mesurant 2,13 m de haut (dont 31 cm correspondent à un ajout sur le bord supérieur de l'original) et 2,11 m de large, la date de son exécution est controversée. La datation traditionnelle, qui parait la plus convaincante, fait remonter celle-ci à la période 1560-1565, bien que certains spécialistes aient proposé les années 1554-1558.
La troisième version est stylistiquement très semblable à la seconde. On pensait autrefois qu'il s'agissait d'une copie mais à partir des années 1950 certains experts l'attribuent au maître. Cette version, mesurant 1,98 m de haut et 1,68 m de large, figure dans la collection privée Heinz Kisters (de) de Kreuzlingen, en Suisse. La date de son exécution serait incertaine, étant certainement postérieure à la première version, et peut-être antérieure à la seconde.

## Iconographie
Décrivant la toile du Prado, l'historien de l'art Erwin Panofsky observe que, bien connu et apprécié de Titien, le tableau de Giulio Romano consacré au même sujet l'aurait inspiré, et que le mouvement de la sainte aurait pour modèle la posture de l'Oreste « vengeur » du panneau frontal du sarcophage romain conservé au Vatican. Admirateur de cette « merveilleuse Sainte Marguerite », il commente :

« Même en 1552 le style du Titien n'avait pas encore atteint cette « coexistence des contraires » - abondance et discipline, passion et sévérité - qui distingue la Sainte Marguerite de 1565 environ, de l'œuvre antérieure, plus plastique et sinueuse. C'est dans cette dernière œuvre seulement qu'il bouleverse les rapports de couleur normaux au point de représenter un personnage vêtu d'une robe verte couleur de mousse, sur un fond de paysage avec toutes les nuances possibles de brun et de rouge mais sans la moindre trace de vert. »

Panofsky ajoute que le crâne figurant dans le coin inférieur droit de la toile, motif caractéristique des représentations de la légende de saint Georges et du dragon, serait à rapporter à l'amalgame de la légende de la sainte avec l'histoire de Marthe, sœur de Marie de Béthanie et de Lazare, laquelle selon la tradition a affronté un dragon, la Tarasque. La ville en flammes à l'arrière-plan du tableau - Venise pour certains - serait de même un rappel que  ce dragon dévastait les villes.

## Postérité
La peinture fait partie du musée imaginaire de l'historien français Paul Veyne, qui le décrit dans son ouvrage justement intitulé Mon musée imaginaire.